# Прахова, Александра Николаевна
Алекса́ндра Никола́евна Пра́хова (13 мая 1950, Киев — 20 мая 2011, Киев) — украинская художница-график.

## Биография
Родилась 13 мая 1950 года в Киеве в семье известной династии Праховых.
В 1969 году Александра Прахова окончила Киевскую художественную школу имени Тараса Шевченко, в 1975 году — Киевский государственный художественный институт, факультет графики, мастерская книги (профессора: Василий Касиян, Василий Чебаник).
Член Национального союза художников Украины с 1983 года.
Умерла 20 мая 2011 года в Киеве.

### Преподавательская деятельность
- 1979—1987 гг. — детская студия «Океан», Нарва, Йесуу, Эстония.
- 1995 год — мастер-класс в Хейце, Венгрия.
- 1998 год — Британская международная школа, Киев.

### Проекты
- 1998—2004 гг. — арт-директор галереи «Университет» Киевского университета имени Тараса Шевченко. Куратор почти 70 выставок.
- 1995 год — автор проекта «Femina Lex Fati», Центральный дом художников, Киев.
- 1998 год — «Дифракция текста», куратор проекта, Киев.
- 2003 год — «Бумага как искусство» (совместно с Ириной Остроменской), Киев.
- 2004 год — «Все же Лимпопо», Киев.
- Автор иллюстраций к более чем 50-ти детских книг и произведениям Н. Трублаини и Г. Тютюнника, шрифтовой гарнитуры «Саша» (1998).
- С 1998 года известна как каллиграф, мастер цветной литографии и шелкопечати. Работала также в станковой живописи.
- С 1972 года участница более 60 международных и национальных выставок, персональных выставок.

### Произведения в коллекциях
- Национальный художественный музей Украины
- Музей современного искусства Украины
- Музей современного искусства (Калининград, Россия)
- Музей современного нонконформистского искусства в изгнании (Париж, Франция)
- Музей Людвига (Кёльн)
- Музей женского искусства (Вашингтон, США)
- галереи и корпоративные коллекции Украины, России, Франции, Германии, Японии, США; в частных собраниях Украины, России, Европы, США, Японии.

### Награды
- Лауреат премии им. Н.Трублаини (1980)
- 3-я премия на конкурсе «Выдающиеся украинские мастерицы» (1995).
- Награждена Почетной большой медалью (Ивано-Франковск, 1996).
- Гран-при (Харьков, 1997).
- Грант концерна «Мицубиси» (Япония), от Центра современного искусства Сороса.

## Семья
- Отец — Николай Николаевич Прахов (1907, остров Капри — 1971, Киев) — ботаник, путешественник и фотограф, был доцентом Киевского университета, исследовал флору Якутии и Тянь-Шаня, автор учебников по садоводству и цветоводству.